# 불새 (발레)

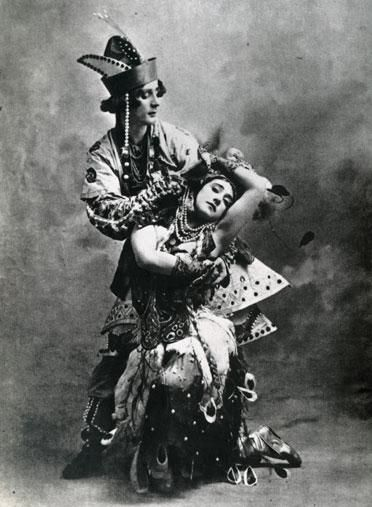

불새(러시아어: Жар-пти́ца 자르프티차[*], 프랑스어: L'Oiseau de feu 루아조 드 푀[*])는 러시아의 작곡가 이고리 스트라빈스키가 작곡한 러시아 발레곡이자 이에 맞춰 안무된 발레이다. 세르게이 디아길레프의 요청에 의해 작곡되었으며, 소재는 러시아의 동화이나, 음악과 안무가 모두 참신하여 모던 발레의 효시가 되었다.

## 줄거리
- 〔제1막〕어두운 밤의 숲 속. 길을 잃은 왕자가 금빛 사과나무를 바라보고 있는데 불새가 나타난다. 왕자는 일단 그 새를 사로잡기는 했으나, 불새로부터 날개깃을 하나 얻고는 놓아 준다.
- 〔제2막〕기묘한 성의 문 앞. 숲속을 헤매던 왕자가 문앞에 오자 성에서 몇 명의 소녀들이 나타나 황금빛 사과를 서로 던지며 논다. 그 가운데 기품이 있는 한 처녀, 즉 이 성의 공주와 왕자는 서로 사랑하게 된다. 그런데 공주는 이 성주의 불사신으로 불리는 요물 코츠체이에게 갇혀있는 신세이다. 이윽고 시간이 되어 소녀들은 슬퍼하며 성 안으로 사라진다.
- 〔제3막〕왕자가 성문을 열자, 코츠체이를 비롯하여 기괴한 요물들이 왕자를 괴롭히나, 그가 불새로부터 얻은 날개깃을 흔들자 마술은 효험을 잃어 잠들어 버린다. 그 틈에 불새가 가르쳐준 대로 왕자가 코츠체이의 생명을 봉해 놓은 달걀을 깨자 요물은 마침내 죽는다.

## 악기 편성

### 원 발레음악
- 목관악기: 피콜로2(제2는 제3플루트를 겸함), 플루트2, 오보에3, 잉글리시 호른, 클라리넷(가)3(제3은 내림 마조 클라리넷[1]을 겸함), 베이스 클라리넷(내림 나), 바순3(제3은 제2콘트라바순을 겸함), 콘트라바순
- 금관악기: 호른(바)4, 트럼펫(가)3, 트롬본3, 튜바
- 무대 위: 트럼펫3, 바그너 튜바4(테너2, 베이스2)
- 타악기: 팀파니, 실로폰, 글로켄슈필, 큰북, 심벌즈, 트라이앵글, 탬버린, 탐탐
- 건반악기: 피아노, 첼레스타
- 현악기: 하프3, 현악 5부

### 모음곡 1번(1911)
원 발레음악과 같고, 끝부분의 악장을 새로 추가했다.

### 모음곡 2번(1919)
- 목관악기: 플루트2(제2는 피콜로 겸함), 오보에2(제2는 잉글리시 호른을 겸함), 클라리넷2, 바순2
- 금관악기: 호른4, 트럼펫2, 트롬본3, 튜바
- 타악기: 팀파니, 실로폰, 큰북, 심벌즈, 트라이앵글
- 건반악기: 피아노
- 현악기: 하프, 현악 5부

### 모음곡 3번(1945)
- 목관악기: 플루트2(제2는 피콜로 겸함), 오보에2, 클라리넷2, 바순2
- 금관악기: 호른4, 트럼펫2, 트롬본3, 튜바
- 타악기: 팀파니, 실로폰, 작은북, 큰북, 탬버린, 심벌즈, 트라이앵글
- 건반악기: 피아노
- 현악기: 현악 5부